# 18. veljače
18. veljače (18. 2.) 49. je dan godine po gregorijanskom kalendaru.
Do kraja godine ima još 316 dana (317 u prijestupnoj godini).

## Događaji
- 1358. – U Zadru sklopljen glasoviti Zadarski mir između Mletačke Republike i ugarsko-hrvatskog kralja Ludovika I. Anžuvinca kojim su se Mlečani odrekli Dalmacije.
- 2008. – Afganistan postao prva država koja je priznala nezavisnost Kosova.

| - 1516. – Marija Tudor, engleska kraljica († 1558.) - 1745. – Alessandro Volta, talijanski fizičar († 1827.) - 1835. – Cezar Antonovič Kjui, ruski skladatelj - 1882. – Anna Schäffer, njemačka svetica († 1925.) - 1863. – Josip Pazman, hrv. svećenik, ravnatelj Hrv. zavoda sv. Jeronima u Rimu († 1925.) - 1898. – Petar Čule, mostarsko-duvanjski biskup († 1985.) - 1898. – Enzo Ferrari, talijanski inženjer († 1988.) - 1915. – Pina Suriano, talijanska blaženica († 1950.) - 1921. – Branko Bauer, hrvatski redatelj († 2002.) - 1935. – Boško Petrović, hrvatski glazbenik († 2011.) - 1954. – John Travolta, američki glumac i producent - 1967. – Roberto Baggio, talijanski nogometaš - 1988. – Maiara Walsh, američka glumica | - 999. – Grgur V., papa (* oko 972.) - 1294. – Kublaj-kan, mongolski osvajač - 1546. – Martin Luther, njemački reformator (* 1483.) - 1564. – Michelangelo Buonarroti, talijanski umjetnik - 1873. – Vasil Levski, bugarski revolucionar (* 1837.) - 1967. – Robert Oppenheimer, američki fizičar (* 1904.) - 1982. – Djuna Barnes, američka književnica (* 1892.) |

## Blagdani i spomendani
- sv. Šimun Jeruzalemski
- Međunarodni dan biološke kontrole
- Dan neovisnosti u Gambiji

## Imendani
- Šimun
- Bernardica
- Gizela
- Flavijan